# Wózek (film)
Wózek – polski film krótkometrażowy z 1965 roku, w reżyserii Ewy i Czesława Petelskich. Trzeci film cyklu telewizyjnego Dzień ostatni, dzień pierwszy.

## Opis fabuły
Między dwoma jeńcami rodzi się przyjaźń, gdy ciągną oni wózek z prowiantem podczas ewakuacji obozu koncentracyjnego. Przyjaźń kończy się jednak tragicznie.